# Легенда про Тіля
«Легенда про Тіля» (рос. «Легенда о Тиле») — радянський художній фільм 1976 року режисерів  Олександра Алова і  Володимира Наумова, знятий за мотивами роману бельгійського письменника Шарля Де Костера «Легенда про Уленшпігеля». Складається з двох повнометражних фільмів — «Попіл Клааса» і «Хай живуть жебраки!», кожен з яких, в свою чергу, ділиться на дві серії. Крім того, існує телевізійна п'ятисерійна версія, що включає матеріал, що не увійшов в кінотеатральну версію.

## Сюжет
Фільм перший «Попіл Клааса». XVI століття. Волелюбний і життєрадісний народ Нідерландів під владою іспанського короля: гоніння, тортури, багаття інквізиції, заохочення донощиків. Безстрашному Тілю Уленшпігелю і його вірній подрузі Нелe належить пройти безліч випробувань.
Фільм другий «Хай живуть жебраки!». Народ Нідерландів, понівечений жорстокими королівськими указами, податками, звинуваченнями в єресі, тортурах і стратами, почав визвольну війну проти іспанського панування. Чимало подвигів здійснять народний герой Тільберт Уленшпігель і його друг Ламме Гудзак, перш ніж на їх рідну землю повернеться мир.

## У ролях
| Актор                     | Роль                                                          |
| ------------------------- | ------------------------------------------------------------- |
| Лембіт Ульфсак            | Тіль Уленшпігель (озвучує Валентин Грачов)                    |
| Наталія Бєлохвостікова    | Нелe                                                          |
| Євген Леонов              | Ламме Гудзак                                                  |
| Михайло Ульянов           | вугляр, батько Тіля Клаас                                     |
| Лариса Мальована          | мати Тіля Сооткін                                             |
| Алла Демидова             | мати Нелe Катліна                                             |
| Анатолій Солоніцин        | рибник                                                        |
| Інокентій Смоктуновський  | Імператор Карл V                                              |
| Владислав Дворжецький     | Король Філіп II                                               |
| Микола Горлов             | сусід Клааса Ханс                                             |
| Микола Граббе             | суддя                                                         |
| Євген Євстигнєєв          | священик                                                      |
| Вадим Захарченко          | кат міста Дамм                                                |
| Володимир Кашпур          | посланець Іоста Симон Праат                                   |
| Юрій Квятковський         | епізод                                                        |
| Володимир Лебедєв         | сповіщаючий про важливі події городянин                       |
| Ігор Лєдогоров            | Вільгельм Оранський                                           |
| Сергій Торкачевський      | дзвонар Помпіліус Нуман                                       |
| Ігор Ясулович             | ватажок сліпих                                                |
| Олег Савосін              | сліпий                                                        |
| Анатолій Яббаров          | сліпий                                                        |
| Леонід Іудов              | сліпий                                                        |
| Віра Васильєва            | Дружина Ламме Каллекен                                        |
| Олег Відов                | адмірал де Люме                                               |
| Сергій Кулагін            | товстий монах на кораблі батько Корнеліс Адріансен            |
| Владислав Курсіш          | хлопчик на кораблі син рибалки Старкі Піра                    |
| Юозас Будрайтіс           | Вільгельм ван Блуа ван Трелонг адмірал на прізвисько «Довгий» |
| Юрій Волинцев             | герцог ван Бредероде                                          |
| Таріел Габідзашвілі       | городянин з мавпочкою                                         |
| Євген Гуров               | священик                                                      |
| Вітольд Дедерко           | чоловік, що живе при в'язниці старий                          |
| Юлія Діоші                | Дружина Карла V                                               |
| Мікаела Дроздовська       | вдова убитого перевертнем                                     |
| Маргарита Жигунова        | мати Пилипа II                                                |
| Людмила Іванова           | стара діва                                                    |
| Олександр Январьов        | кульгавий Корнуїн                                             |
| Улдіс Лієлдіджс           | граф Егмонт (озвучує Артем Карапетян)                         |
| Аскольд Лясота            | ведучий з продажу жебраків фламандець                         |
| Емілія Мільтон            | господиня шинку Стевениха                                     |
| Анатолій Обухов           | тюремник                                                      |
| Світлана Орлова           | дівчина                                                       |
| Лев Перфілов              | секретар суду                                                 |
| Світлана Родіна           | придворна Карла                                               |
| Йола Санько               | дівчина                                                       |
| Лех Сколімовський         | герцог Альба                                                  |
| Анатолій Соловйов         | візник Томас Утенхове                                         |
| Костянтин Тиртов          | глашатай                                                      |
| Володимир Федоров         | блазень Ян                                                    |
| Андрій Юренєв             | граф Горн                                                     |
| Ян Янакієв                | граф де Берлеймон                                             |
| Карнаухов Микола Іванович | шантажуючий Ламме господар шинку                              |
| Євген Райков              | коваль                                                        |
| Микола Сморчков           | сміливий гез                                                  |
| Володимир Шакало          | Різенкрафт                                                    |
| Анатолій Подшивалов       | господар шинку                                                |
| Микола Кутузов            | священик                                                      |
| Леонід Марков             | Брат Клааса Іост                                              |
| Віктор Шульгін            | новий вугляр                                                  |
| Неллі Пшонна              | знатна дама                                                   |
| Георгій Георгіу           | чернець на базарі                                             |
| Микола Тагін              | жебрак                                                        |

## Знімальна група
- Автори сценарію і режисери-постановники:  Олександр Алов,  Володимир Наумов
- Оператор-постановник:  Валентин Железняков
- Художники-постановники:  Олексій Пархоменко,  Євген Черняєв
- Композитор:  Микола Каретников
- Художник по костюмах:  Лідія Нові